# Adela Barnés González
Adela Barnés González (9 de abril de 1908) fue una de las pioneras españolas en Químicas tanto en la docencia como en la investigación, durante la Edad de Plata. Exiliada en México donde formó parte de la élite intelectual que, en los primeros años, fue la plantilla docente que se encargó de ofrecer, a la población española en edad escolar, una educación de calidad. Adela trabajó como ayudante de laboratorio bajo la dirección de José Giral. Después fue docente de química inorgánica y análisis clínico, en la ENCB.

## Reseña biográfica
Adela Barnés González nació el 9 de abril de 1908.Tuvo tres hermanas (Dorotea, Petra y Ángela) y tres hermanos (Urbano, Francisco, Juan). Hijos de Dorotea González y Francisco Barnés Salinas que fue catedrático de Historia del Instituto-Escuela, diputado en 1931 y Ministro de Instrucción Pública y Bellas Artes en 1933, con el gobierno de Manuel Azaña, y después, en 1936 en el de Santiago Casares Quiroga primero y José Giral.

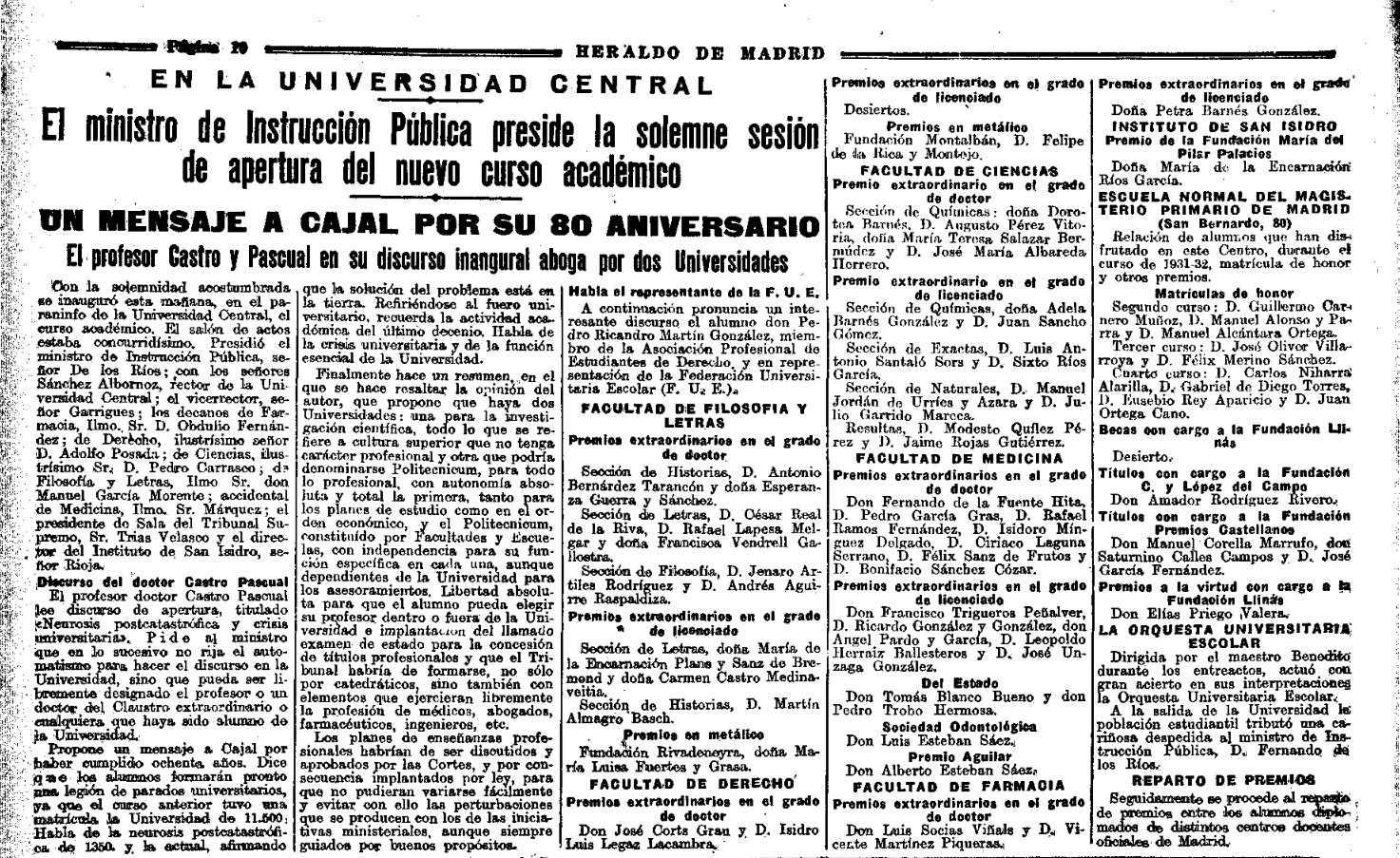
Adela Barnés González y Petra Barnés González fueron premio extraordinario de licenciatura en 1932, el mismo año que su hermana Dorotea obtenía el Doctorado en Químicas, con Premio Extraordinario.

Adela fue una de las primeras alumnas en matricularse en las enseñanzas primarias y en las secundarias del Instituto-Escuela. Premio extraordinario de licenciatura en 1932 Fue profesora del Instituto-Escuela, bajo la figura de aspirante primeramente y después, como encargada de curso. Fue una de las 36 pioneras en ciencias que fueron seleccionadas para trabajar en el Instituto Nacional Física y Química. Concretamente en la sección de Física y Química dirigida por Enrique Moles, con quien preparaba la tesis doctoral que no pudo terminar por falta de tiempo.
En 1929 fue aceptada como socia en la Real Sociedad Española de Física y Química.

## Exilio
Adela Barnés y su marido tuvieron que exiliarse y lo hicieron en México. Igual destino eligieron los padres de Adela y su hermano Urbano. Juan, el menor de los Barnés, había fallecido en combate en 1937. Francisco había estado cautivo hasta 1938 y después del exilio en Francia, se trasladó, en 1938, a México. Petra Barnés y su marido también vivieron el exilio en México. Dorotea Barnés, después de su exilio en Francia, regresó a España en 1940. Ángela también se quedó en España si bien, por razones de trabajo de su marido, que fue técnico comercial del Estado, vivió desde 1946 hasta 1975, en Bélgica, Londres Varsovia y, finalmente, Sevilla.
Adela fue una de las 17 científicas españolas que, junto con los 308 hombres de ciencia, llegaron a México en 1939. De las 17 mujeres, 5 se dedicaron a la enseñanza. Adela Barnés fue profesora de Química Inorgánica y Análisis Químico en la Escuela de Ciencias Biológicas del Instituto Politécnico Nacional donde

logró un éxito notable, transmitiendo, en forma de brillante enseñanza, todo el conocimiento de su maestro Moles…Durante más de 20 años ejerció el magisterio…..sin tener la oportunidad para haber continuado una labor de investigación que tanto prometía al iniciarse en Madrid

Adela Barnés formó parte de la delegación en México de la Unión de Profesores Universitarios Españoles en el Extranjero
En 1941 se resolvió el expediente abierto en el marco de la depuración franquista del magisterio español, entre los años 36 y 38. A su hermana Dorotea también se le aplicó la depuración. Ambas fueron sancionadas con la pena de inhabilitación para la Enseñanza. La sanción solo era aplicable en España. Dorotea Barnés González no volvió a las aulas ni al laboratorio. Adela pudo seguir impartiendo la docencia, hasta su jubilación

El deseo de superación y la responsabilidad profesional de estas mujeres que se entregaron a la vida académica en nuestro país corresponde a la preparación de alto nivel de su tierra natal. El talento que pusieron al servicio de los mexicanos contribuyó a la ciencia y a la educación y su aportción, sin duda alguna, transformó el rostro cultural y Cultural de México

## Las hermanas Barnés
El 15 de abril de 2009, en el acto de presentación del libro “Ni tontas ni locas”, se rindió homenaje a las hermanas Barnés.